# Der Schüler Gerber
Der Schüler Gerber ist ein Roman von Friedrich Torberg aus dem Jahre 1930, der die tragische Geschichte eines Schüler-Lehrer-Machtkampfes erzählt.

## Handlung

### Ausgangslage
Schüler wie Kurt Gerber – intelligenter, rebellischer und „reifer“ als ihre Klassenkameraden – sind Professor Kupfer ein Dorn im Auge. So ist es wohl zu erklären, dass dieser während der Ferien, deren Sommerfrische er zufällig am gleichen Ort wie Kurt Gerber mit seinen Eltern verbringt, gegenüber Kurts Vater den Nebensatz fallen lässt, dass er dessen Sohn auch noch brechen werde, sollte er ihn in die Finger bekommen. Das Brechen des eigenen Willens ist ein zeittypisches, verbreitetes Ziel einer missbräuchlichen Erziehung sowie des Drills beim Militär.
Als Kurt Gerbers Vater erfährt, dass Artur Kupfer der neue Klassenvorstand seines Sohnes wird, möchte er Kurt aufgrund dieser Drohung dazu überreden, entweder die Schule zu wechseln oder Privatunterricht in den Handelsfächern zu nehmen und danach in seinem Geschäft zu arbeiten. Der Privatunterricht ist für Kurt jedoch keine Option, da er ein Doktorat in Rechtswissenschaften oder Philosophie anstrebt, was ohne Reifeprüfung nicht möglich ist. Außerdem ist er so selbstbewusst, dass er nicht glaubt, ein Lehrer könne ihn zerbrechen. Trotzdem verspricht er seinem Vater, sich gegenüber den vorhergegangenen Schuljahren zu ändern und eifriger mitzulernen.
Ebenso glaubt er sich zu diesem Zeitpunkt Lisa Berwalds Liebe sicher. Er ist deshalb sehr enttäuscht, als er am ersten Schultag erfahren muss, dass sie die Schule verlassen hat. Er kann sich seine Enttäuschung jedoch nicht offen anmerken lassen, da die Mitschüler von der in seinen Augen besonderen Beziehung zu Lisa nichts wissen. Er fürchtet, dass sie seine Gefühle auf eine reine Schülerliebe herabsetzen würden. Er glaubt, dass sich Lisa aus ebendiesem Grund vor anderen Leuten sehr distanziert zu ihm zeigt. Und auch wenn ihm oft Zweifel kommen, weil er z. B. drei bis vier Briefe schreibt, von ihr aber nur eine kurze Antwort erhält, reicht oft ein Blick oder ein Wort ihrerseits, damit er sich ihrer Liebe wieder sicher wähnt.

### Erstes Halbjahr
Kurt Gerber ist ein intelligenter, aber nicht sehr strebsamer Schüler. Obwohl es immer wieder zu kleineren Konflikten mit den Lehrern kommt, haben diese nichts weiter gegen ihn, da sie ihn im Grunde für geeignet halten. Aufgrund dieser Haltung seiner Lehrer hat er trotz seiner schwächeren Fächer Mathematik und Darstellende Geometrie keine Schwierigkeiten, bis er in die 8. Klasse des Gymnasiums kommt, denn da bekommt er den so genannten Gott Kupfer als Klassenvorstand. Professor Kupfer ist ein strenger Lehrer und macht Kurt Gerber und den anderen Oktavanern das Leben schwer.
Die ersten Tage des Schuljahres verlaufen ohne grobe Vorkommnisse, bis eines Tages Lisa Berwald zu Besuch in die Schule kommt. Die Mitschüler können sie überreden, zur darauffolgenden Physikstunde zu bleiben, und auch der Physikprofessor Hussak hat keine Einwände. Vor dem Pausenläuten bittet Lisa, das Klassenzimmer vorzeitig verlassen zu dürfen.
Kurt Gerber folgt ihr kurz darauf unter einem Vorwand, was ihm im weiteren Verlauf noch große Probleme bringt. Bei dem Versuch, sie einzuholen, stolpert er über die Treppe und verletzt sich am Bein, trotzdem kann er sie einholen und ein kurzes Gespräch mit ihr führen.
Auf dem Weg zurück in die Schule läuft er Professor Kupfer über den Weg und belügt ihn über den Grund seines Aufenthalts außerhalb der Schule. Als er zurück in die Schule kommt, bittet ihn der Physikprofessor um ein kurzes Gespräch, in dessen Verlauf er Kurt Gerber ermahnt, nicht so unvorsichtig zu sein. Als er hört, dass Gerber Professor Kupfer über den Weg gelaufen ist, meint er nur, dass dies sehr schlecht sei, und dass er Kurt Gerber empfehle, die Schule zu wechseln. Auch diese Ermahnung und Empfehlung haben jedoch keine Wirkung.
Aufgrund seines beim Sturz aufgeschlagenen Knies bekommt Kurt Gerber Fieber und kann nicht in die Schule kommen. Da er eine vor der 1. Zensurenkonferenz notwendige Mathematik-Schularbeit versäumen würde, kommt er am darauffolgenden Tag doch in die Schule, gerade rechtzeitig zu Artur Kupfers Stunde. Diese Mathematik-Schularbeit wird jedoch zu einer persönlichen Niederlage Kurt Gerbers, da ihn Gott Kupfer beim Schummeln erwischt – so kann er keine Aufgabe lösen.
Dass er in die Schule gekommen ist, hat jedoch zwei Auswirkungen – erstens hat er einen fiebrigen Rückfall und kann die Schule wegen hohen Fiebers einige weitere Tage nicht besuchen. Zweitens scheint sein Kommen als unentschuldigtes Zuspätkommen im blauen Brief nach der Notenkonferenz auf, in der auch Ermahnungen in anderen Fächern angemerkt sind. Da Kurts Vater Herzprobleme hat und er ihm den blauen Brief nicht zeigen möchte, um ihn nicht aufzuregen, fälscht er die Unterschrift seines Vaters.
Er fälscht die Unterschrift auch auf der Mitteilung an den Vater, die er aufgrund einer vierstündigen Karzerstrafe nach Hause bringen sollte. Diese vierstündige Karzerstrafe wurde aufgrund seines unerlaubten Entfernens aus der Schule und des Belügens von Professor Kupfer verhängt.
So kommen schließlich die Weihnachtsferien, die Kurt Gerber mit Lisa und deren Freundeskreis beim Skifahren verbringt. Es kommt dabei zu einer Annäherung der beiden in Form einer Knutscherei in einem stockdunklen Zug. Kurt macht sich nun noch mehr Hoffnung auf Lisa, obwohl sie fest mit Otto Engelhart liiert ist. In dieser Beziehung sind jedoch nicht immer beide treu. Was Lisa ihm nicht erzählt, ist die Tatsache, dass sie während dieses Skiurlaubs kurze Zeit nach dem Zug-Intermezzo endgültig beschlossen hatte, niemals eine Beziehung mit Kurt Gerber einzugehen.
Kurt Gerber muss diesen Urlaub abbrechen, als er einen Brief von seinem Vater erhält, der ihn auffordert, nach Hause zu kommen. Kurts Vater hatte ein Gespräch mit einem von Kurts Lehrern, so dass er nun weiß, wie schlecht es um Kurt in der Schule steht. Er möchte, dass Kurt Nachhilfeunterricht nimmt, was Kurt jedoch ablehnt. Auf seine Anmerkung, dass die Schule nicht das Leben sei, erwidert ihm sein Vater, dass die Schule und das Leben sehr wohl viele Gemeinsamkeiten hätten.
Kurt sieht jedoch ein, dass er seine Zensuren verbessern muss. Daher tritt er einem Lernkreis mit den besten Mathematikschülern seiner Klasse bei. Tatsächlich zeigt dies Wirkung, und es geht aufwärts mit ihm in der Schule. Bald kommen ihm jedoch Zweifel, als er merkt, dass er immer mehr zu den Strebern gezählt wird und zunehmend von seinem bisherigen Freundeskreis ausgeschlossen wird. Seine Zweifel werden stärker, als der ausgezeichnete Schüler Benda verstirbt. Auf die Frage eines Lehrers, wer mit diesem befreundet gewesen sei, meldet sich niemand.

### Zweites Halbjahr
Der Knackpunkt kommt mit der Halbjahresnachricht, die trotz Gerbers Bemühungen zum Schluss in den Fächern Mathematik und Darstellende Geometrie negativ ausfällt. Von da an geht es mit seiner Mitarbeit wieder abwärts und er verlässt den Lernkreis.
Er verfällt in das entgegengesetzte Extrem und umgibt sich eher mit den hoffnungslosen Mitschülern. Nun droht auch noch seine Freundschaft zu Weinberg, seinem bis dato besten Freund, in die Brüche zu gehen.
Auch gegenüber den Lehrern muss er immer wieder Niederlagen einstecken, wobei eine der schlimmsten eine misslungene Boykott-Aktion im Französisch-Unterricht wird, die von wenigen Mitschülern unterstützt wird. Er muss sich nach der Stunde entschuldigen gehen, um die deshalb erfolgte Klassenbucheintragung wieder rückgängig zu machen.
In weiterer Folge versinkt Kurt Gerber immer mehr in seiner Gedankenwelt und verliert mehr und mehr den Bezug zur Realität. So kommt es, dass er seinen ersten Sieg gegenüber Gott Kupfer gar nicht bemerkt. Artur Kupfer hatte ihm gegenüber eine Karzerstrafe verhängt, wobei sich im Laufe der Ereignisse jedoch herausstellte, dass diese ohne ausreichende Berechtigung erfolgt war. Aus diesem Grund muss Kupfer diese Karzerstrafe zurückziehen.
Verstärkt wird der Rückzug aus der Realität auch durch den psychischen Druck, dem Vater zu gefallen und in der Schule nicht negativ aufzufallen, um den Vater, der einen Herzanfall hatte, nicht weiter aufzuregen.
Ein weiterer Tiefpunkt folgt, als er bei einem Treffen mit Lisa die Sinnlosigkeit seines Unterfangens erkennt, mit ihr eine Beziehung zu beginnen. Somit hat er jeden Halt in der Realität verloren.

### Die Matura
Bald steht die Entscheidung an, welcher Schüler zur mündlichen Matura antreten darf. Die schließlich doch angenommenen Nachhilfestunden zeigen Wirkung und so wird Kurt Gerber zur mündlichen Matura zugelassen.
Im Zuge der ersten Tage – jeden Tag werden vier Schüler geprüft – versucht sich Kurt Gerber Mut zu machen, indem er sich mit einem Mitschüler vergleicht, von dem er sicher ist, dass er die  Matura bestehen würde. Als er am Tag seiner eigenen Matura erfahren muss, dass dieser Mitschüler nicht für reif erklärt wurde, ist er schockiert.
Die mündliche Matura beginnt mit Mathematik. Obwohl Kurt im Nachhinein erkennt, dass die Beispiele einfach zu lösen gewesen wären, vermag er keines der beiden Beispiele auch nur ansatzweise zu lösen. In Latein geht es etwas besser; nach einer guten Übersetzung lässt er sich jedoch durch Zwischenfragen verwirren. So ist er in der darauffolgenden Pause nicht mehr sicher, ob diese Leistung genügend war.
Seine Mitschüler versuchen ihm in ebendieser Pause nochmals Mut zu machen und erzählen ihm von einem Gespräch, das sie mitgehört hatten. Dabei hätte Professor Hussak versichert, dass er nicht zulassen werde, dass Gerber für nicht reif erklärt werde. Kurt hört dies nicht und schimpft sie gemeine Lügner. Beinahe eskaliert die Situation in eine Schlägerei.
Nach der Pause bekommt er das Gedicht Herbst von Nikolaus Lenau zur Analyse vorgelegt. Die auf ihn selbst hin interpretierbare Zeile dieses Gedichts „mein Herz dem Tod entgegenträumt“ beschleunigt seinen psychischen Kollaps. Jedoch kann er das Fach Deutsch noch hinter sich bringen.
In Geographie und Geschichte wird Schüler Gerber von Professor Prochaska mehrmals darauf hingewiesen, dass er gerade eine Frage beantwortet, die nicht gestellt war. Kurt Gerber hat damit gerechnet, eine Frage aus dem Gebiet zu bekommen, auf das ihn der Geographielehrer besonders hingewiesen hatte. Aus diesem Grund hat er sich den Fragenzettel nicht angesehen. Die tatsächliche Frage kann er durchschnittlich gut beantworten.
In der darauf folgenden Pause vor der Bekanntgabe der Ergebnisse versinkt Kurt mehr und mehr in seiner irrealen Gedankenwelt. Und trotz seiner ursprünglichen Behauptung, dass das Leben nichts mit der Schule gemein habe, treibt er sich immer mehr in einen Strudel verworrener Gedanken, die das abgelaufene Schuljahr widerspiegeln.
In der Pause, bevor die Stunde beginnt, in der die Ergebnisse bekannt gegeben werden, verliert Kurt Gerber die Nerven, springt aus dem Fenster und stirbt. Etwas später erfährt der Leser, dass Kurt Gerber die Prüfung bestanden hat.

## Hintergrund
Der Schüler Gerber hat absolviert – so der Originaltitel des 1930 erstmals erschienenen Buches – wurde vermutlich durch Torbergs persönliche, teils negative Auseinandersetzung mit der Reifeprüfung im damaligen Deutschen Gymnasium Smíchov inspiriert. Torberg fiel 1927 durch die Matura und wurde erst beim zweiten Versuch 1928 für „reif“ erklärt. Das tragische Ende des Kurt Gerber wurde möglicherweise von mehreren Zeitungsberichten über Schülerselbstmorde im Januar und Februar 1929 inspiriert, die der Autor zu Beginn des Buches erwähnt.

## Rezeption
Das Buch erschien 1930 im Wiener Paul-Zsolnay-Verlag, die Startauflage von 5000 Exemplaren war binnen 4 Wochen vergriffen; bis 1935 wurde das Buch über 10000 mal verkauft.
Der Prager Lehrer Arnold Schwefel, laut Torberg das Vorbild für den „Gott Kupfer“, wandte sich an den Verlag und bat um ein kostenloses Widmungsexemplar.
Im nationalsozialistischen Deutschland wurden mit Erlass des Preußischen Kultusministers Bernhard Rust vom 24. August 1933 (U II, C 6460) „Dramen und Erzählungen, in denen das Generationsproblem und seine Abart, das Lehrer-Schüler-Problem, in gehässiger und verzerrter Form behandelt werden“, darunter namentlich genannt der Schüler Gerber zu „Verbotene[n] Schriften für Schülerbüchereien“ erklärt.

## Erzählperspektive und Sprache
Das Buch wird erzählt aus der Sicht eines auktorialen Erzählers, der immer wieder kurz auf später im Buch passierende Geschehnisse vorgreift. Dadurch weiß der Leser sehr bald, wie Lisa Berwald tatsächlich zu Kurt Gerber steht oder auch aus welchen Beweggründen Artur Kupfer handelt. Die Sprache ist leicht verständlich, meist sachbezogen.

## Verfilmung
Der Roman wurde 1981 unter der Regie von Wolfgang Glück unter dem Titel Der Schüler Gerber verfilmt. Den Schüler spielte Gabriel Barylli, den Lehrer Werner Kreindl. Der Drehort war das Akademische Gymnasium in Wien.

## Ausgaben
- Der Schüler Gerber hat absolviert. Zsolnay, Wien, 1930
  - Der Schüler Gerber. dtv 884, München 1973 bis 1982, ISBN 978-3-423-00884-6 (Titel seit 1954)